# Edda prosaica
Edda o Edda en prosa és una de les obres de Snorri Sturluson, composta vers el 1220. També és designada amb els noms d'Edda recent i Edda de Snorri, per a distingir-la de l'Edda poètica (també: Edda antiga i Edda del Sæmund), una obra anònima que no porta pas títol. L'Edda de Snorri és una de les fonts més vastes per al nostre coneixement de la mitologia norrena.
L'obra consta de les següents parts:
- el pròleg en prosa;
- la Gylfaginning o Entabanament de Gylfi, que constitueix la part principal de l'obra i que ens ofereix un resum didàctic de la mitologia norrena;
- els Skáldskaparmál o Art poètica, que ens ofereix una art poètica de la poesia escàldica, una teoria i pràctica dels kenningar i una llista de sinònims poètics (heiti),
- el háttatal o índex de formes mètriques, amb un extens comentari de Snorri,
- el Skáldatal o índex d'escaldes, que ens dona un índex dels noms dels principals escaldes. El Skáldatal només està contingut en un dels manuscrits de l'Edda, el DG 11.[3]

L'Edda en prosa va romandre força desconeguda fora d'Islàndia fins a la publicació de l'Edda Islandorum el 1665.

## Etimologia
L'etimologia d'Edda és incerta, ja que cap de les nombroses hipòtesis presentades fins ara ha estat acceptada de manera unànime. Alguns sostenen que aquesta paraula deriva del nom d'Oddi, la ciutat del sud d'Islàndia on Snorri havia estat educat. Edda significaria llavors 'llibre d'Oddi'. Això no obstant, aquesta hipòtesi és rebutjada per la majoria de norrenistes. Anthony Faulkes, autor d'una edició i d'una traducció en anglès de l'Edda, ho va considerar així: «improbable, especialment per raons de lingüística històrica"», però també pel fet que Snorri no vivia pas a Oddi en el moment de compondre l'obra.
Una altra hipòtesi relaciona l'origen del mot Edda amb el mot óðr, que vol dir 'inspiració poètica'. Exactament igual que el que s'esdevenia amb l'etimologia que hi veia un derivat del topònim Oddi, aquesta hipòtesi topa amb greus dificultats de caràcter lingüístic per poder ser acceptada sense objeccions.
En islandès, el substantiu edda significa 'besàvia': la paraula és feta servir per Snorri mateix als seus Skáldskaparmál, una de les tres parts de què consta lˈEdda. Amb aquest mateix significat ('besàvia'), retrobem Edda com a nom parlant d'un dels personatges de la Rígsþula. La identificació del nom comú amb el títol del llibre ha seduït investigadors com ara François-Xavier Dillmann, autor d'una traducció parcial al francès de l'Edda de Snorri, «per a qui sembla versemblant que aquest nom comú fos triat com a títol de l'obra». Segons l'expressió de Régis Boyer, un altre gran norrenista francès, el títol del llibre s'hauria d'interpretar com l''àvia de tot saber sagrat'.
Una altra hipòtesi fa derivar edda del llatí edo, que significa 'componc'. Es basa en el fet que la paraula islandesa kredda (significant originàriament 'credo' i, modernament, 'dogma') és l'adaptació del llatí credo, 'credo'. Snorri, que probablement sabia llatí, hauria pogut crear la paraula Edda a partir del llatí edo basant-se en la parella credo-kredda. El mot Edda podria ser traduït en aquest cas per 'art poètica'. Aquest és, a més a més, el significat amb què la paraula fou emprada posteriorment durant l'edat mitjana.
Si l'Edda de Snorri també és designada amb els noms de Edda en prosa i Edda recent, és perquè el nom de Edda fou aplicat en un moment donat pel bisbe Brynjólfur Sveinsson a la col·lecció de poemes anònims continguts al còdex Reial MS GkS 2365 4to, molts dels quals, per cert, són citats per Snorri en la seva obra. Com que el bisbe Brynjólfur va creure —sense fonament— que aquests poemes havien estat aplegats pel Sæmund el Savi, li donà el nom dˈEdda de Sæmund, títol que aquesta obra portà durant molt de temps, a més a més de Edda poètica i Edda antiga.
El professor Macià Riutort, de la Universitat Rovira i Virgili, defensa un origen anglès del mot snorrià: derivaria del mot anglès ġiedd (pronunciat: iedd) 'poesia, poema'; edda no significaria res més que 'tractat dels poemes' o, si es vol, 'art poètica', un títol que palesaria la finalitat que l'autor, Snorri, li hauria volgut donar: ser una obra per a ús dels joves escaldes, amb la qual aquests aprenguessin la mètrica islandesa, el vocabulari poètic de l'islandès medieval i els mites sobre els quals es construïen bona part dels denominats kenningar, que tant fascinaven l'escriptor argentí J. L. Borges.